# Brilon

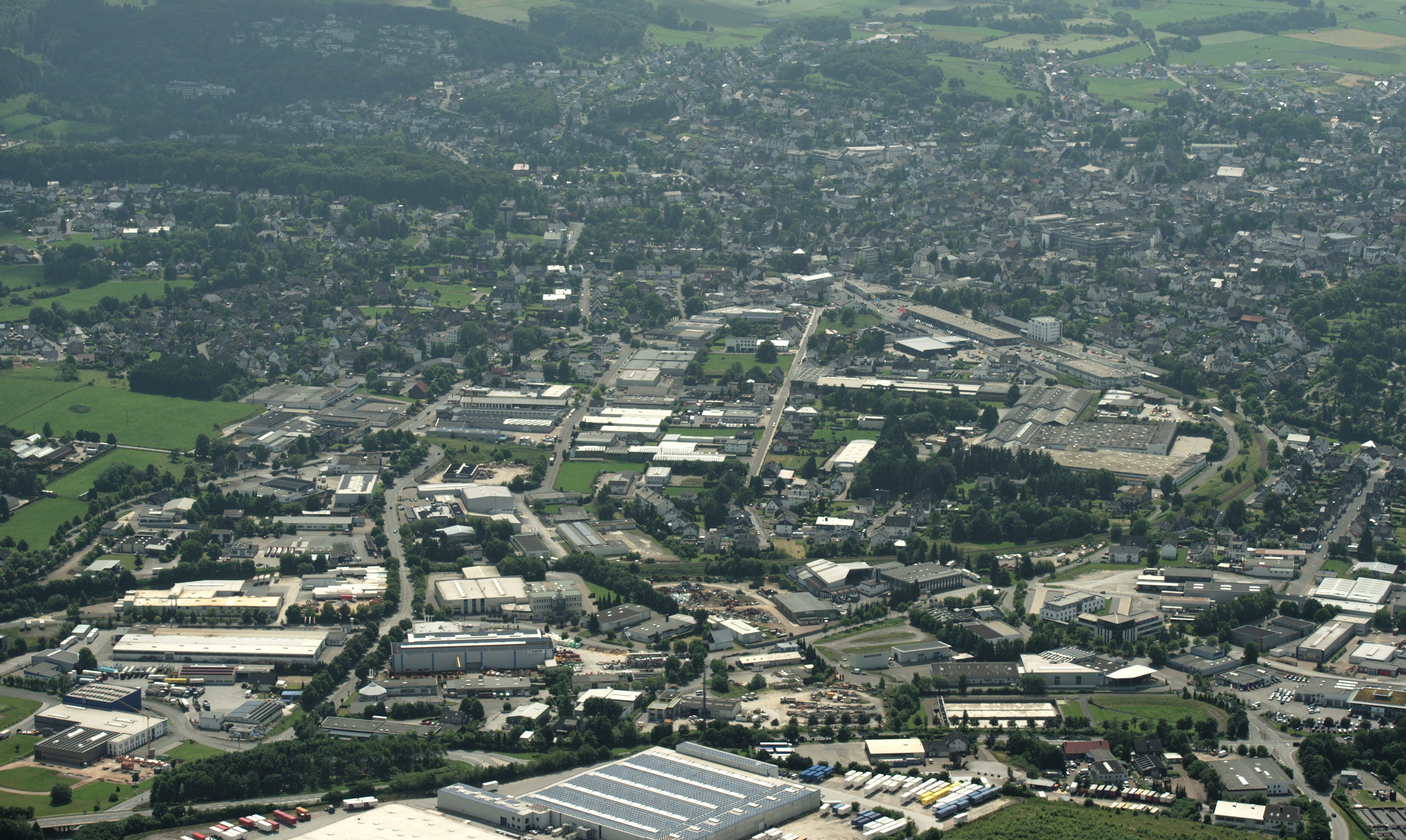
Brilon

Brilon é uma cidade da Alemanha localizado no distrito de Hochsauerland, região administrativa de Arnsberg, estado de Renânia do Norte-Vestfália.
Perto de Brilon localiza-se a nascente do rio Aabach (Alemanha).